# Splash Damage
Splash Damage ist eine in London ansässige Firma, die sich auf Online-Spiele spezialisiert hat.

## Unternehmensgeschichte
Die Firma entstand im Jahr 2001 aus einer nichtkommerziellen Community von Programmierern von Spiele-Modifikationen. Aus der Entwicklung von Quake 3 Fortress – einer Mod für das Spiel Quake III Arena – entstanden Verbindungen zur Computerspieleindustrie, die für spätere Partnerschaften genutzt wurden.
Splash Damage produzierte außerdem Maps für Spiele wie Counter-Strike oder Quake III Arena. Später kamen noch TV-Produktionen hinzu.
Im Jahr 2002 begann eine Partnerschaft mit id Software und Activision, die zur Gründung der eigenen Firma führte, um das damals noch als Add-on zu Return to Castle Wolfenstein geplante Wolfenstein: Enemy Territory zu entwickeln. Nachdem die Arbeiten an der Einzelspieler-Komponente des später als Nachfolger entwickelten Spiels eingestellt waren, wurde die fertiggestellte Mehrspieler-Komponente schließlich als Freeware-Onlinespiel veröffentlicht.
Eine weitere Zusammenarbeit mit id Software fand für das 2004 veröffentlichte Doom 3 statt, für das Splash Damage die Mehrspieler-Maps entwickelte.
Ende September 2007 wurde ein Nachfolger zu Wolfenstein: Enemy Territory mit dem Namen Enemy Territory: Quake Wars fertiggestellt, welcher auf einer verbesserten DOOM³-Engine mit MegaTexturen aufbaut. Enemy Territory: Quake Wars ist von der Hintergrundgeschichte her als Prequel zu Quake II angelegt.
Ein weiterer fertiggestellter Titel ist der Ego-Shooter Brink, dessen Hauptaugenmerk auf Verschmelzung von Multiplayer- und Singleplayer-Modus liegt. Das Spiel wurde von Bethesda Softworks am 13. Mai 2011 veröffentlicht. Anfang 2012 gab man bekannt, derzeit an mindestens zwei Titeln zu arbeiten.
Im Dezember 2022 gab das Studio bekannt, in Kooperation mit Hasbro an einem neuen Spiel im Transformers-Universum namens Transformers: Reactivate zu arbeiten.

## Liste der von Splash Damage entwickelten Spiele
- Wolfenstein: Enemy Territory (2003)
- Enemy Territory: Quake Wars (2007)
- Brink (2011)
- Batman: Arkham Origins (Multiplayer) (2013)[3]
- RAD Soldiers (2014)
- Gears of War: Ultimate Edition (2015)
- Dirty Bomb (2015)
- Gears of War 4 (Multiplayer) (2016)[4]
- Gears 5 (Multiplayer) (2019)
- Gears Tactics (2020)[5]